# 24328 Thomasburr
24328 Thomasburr è un asteroide della fascia principale. Scoperto nel 2000, presenta un'orbita caratterizzata da un semiasse maggiore pari a 2,2849834 UA e da un'eccentricità di 0,1999630, inclinata di 7,61630° rispetto all'eclittica.